# アーマード・コアシリーズ
アーマード・コアシリーズは、1997年7月10日にフロム・ソフトウェアより発売されたARMORED COREを第1作としたロボット3Dアクションゲームのシリーズである。

## 概要
フロム・ソフトウェアが先行して制作した『キングスフィールド』で積み上げた3Dアクションゲームのノウハウを元に制作が開始された。
作品ごとに詳細は異なるが、国家による支配体制が崩壊し巨大企業が統治する未来を舞台に、プレイヤーはレイヴン(またはリンクス)と呼ばれる傭兵として、アーマード・コア(AC)と呼ばれる人型機動兵器を操って様々な任務をこなすというストーリーを基本としている。また主人公は主に中立の傭兵斡旋組織(『AC1』における「レイヴンズ・ネスト」など)から依頼(ミッション)の斡旋と報酬を受け取る。またアリーナやオーダーマッチと呼ばれるレイヴン同士の対戦の場も設けられ、これらの総合的な評価によって傭兵としてのランク付けがなされる。
ゲームシステムとしては、パーツの組み合わせによって自分の望む仕様の兵器(ロボット)が作成でき、各パーツに設定された多様なパラメータを反映した動作を3次元空間内で操作できることが大きな特徴である。基本的にアクションゲームであるが、『ACFF』のみ、人工知能が操縦する無人AC「u-AC」を用いた競技大会「フォーミュラ・フロント(Formula Front)」が舞台となっており、プレイヤーはu-ACを組み上げる技術者「アーキテクト」として参加することとなる。
設計するACは11のパーツからなるロボット。腕部や胴体といった機体構成パーツ、各部に装着される武器、メインコンピュータといった細かな部品をプレイヤー自身が組み立てオリジナル機体を作り、スピード感あふれる戦いを堪能するものとされている。
1人用のゲームとして発売されているが、他のプレイヤーと対戦できる対戦アクションゲームとしての要素もあり、フロム・ソフトウェア公式、企業協賛、ゲーム雑誌主催、有志による小規模な対戦会まで数多くの大会が開催されている。また早くから電話回線を経由したダイアルアップ・オンライン対戦にも対応し、遠隔地のユーザーとも対戦を可能としていた。また後にはチーム同士での対戦も可能となった。
メカニックのデザインに河森正治などの著名デザイナーが起用されている。また後述するように登場人物のビジュアルはほとんど描かれないが、多数の有名声優を起用している。
フロム・ソフトウェアはPlayStationの登場後に新規参入しゲーム業界では後発であったが、初期には『キングスフィールド』と並ぶ看板作品となった実績により『重鉄騎』や『Another Century's Episode(A.C.E.)』シリーズなど老舗企業のロボットゲーム開発を請け負うことになった。3Dアクションゲームのノウハウは『DARK SOULS』や『Bloodborne』など、後に看板作品となる作品にも生かされている。さらにこれらのゲームのノウハウが『AC』シリーズにフィードバックされている。

## 特徴

### アセンブル
本作では機体をカスタマイズする行為は「アセンブル」と呼ばれている。機体は胴体となるコアに頭部・腕部・脚部で構成され、両手と両肩に武装、機能を追加したり特性を変化させるオプションを搭載する。パーツには重量やAP(アーマーポイント、装甲値)だけでなく詳細なパラメータが設定されており、それらを勘案して機体を構成することになる。アセンブルはミッションごとに変更できるため、依頼内容に合わせて変更するのが基本であるが、必須ではないため特定のアセンブルを使い続けることも可能。
アセンブルには一定の時間がかかるため初心者が入りにくいという意見もあるため、開発側では好きな構成の機体でもプレイできるように調整を行っている。

### 装飾
機体の塗装を変更する機能は『AC1』からあるが、あらかじめ設定されたパターンを貼り付けるだけでなくパーツごとに色を調整できるため、技術次第では複雑な塗装も可能である。また機体の塗装とは別にエンブレムを描く機能もあり、アセンブルと合わせてプレイヤーの好みを反映した機体を使うことが出来る。
エンブレムを作成するデカール機能に関してはネット対戦が盛んになって以降、歴代作品に登場したキャラクターが使っていたデザインがダウンロードコンテンツとして販売されたり、公式のデザインコンテストが開かれるなど個性として注目される要素である。『V』以降はレイヤー数を大幅に増加させ複雑な図柄の作成が可能となり、『AC6』ではパーツ単位の塗装、質感やウェザリング処理、発光箇所などが調整できるなど開発側でも機能強化を図っている。
機体をアセンブルする「ガレージ」で装飾した機体を鑑賞したり、スクリーンショットをネットに投稿することも行われていることから、『AC6』ではF値や露出の設定など撮影用の機能を追加している。
プレイヤー名とは別に機体の名前も設定できる。作中に登場する機体にも名前(機体名)が付けられており、機体名で呼ばれるキャラクターも多い。

### 操作
三次元空間で歩行とブーストを使った空中移動、視点の操作、複数の武器操作、マップ表示などの補助操作を同時進行で行うため、最も機能が少ない『AC1』の時点でボタン全てに機能を割り振っても足りず、扉の開閉と格闘武器の使用が共用にされている。PS2以降はDUALSHOCKが標準となりキーは増えたが、機能も増えたため最低限使用するキーが多く、比較的操作の難しいゲームとされている。このためコアなユーザーの間では機体のアセンブルや戦法だけでなくキー配置も研究されており、コントローラの前後を逆にして保持する『AC持ち』と呼ばれる使い方まで考案された。制作側でも操作の複雑さが障壁となっていると認識しており、『fA』では初心者向けの簡易操作が用意された。
視点の位置は作品により若干異なるが、全て機体を背後から見た視点である。コックピットからの視点は隠し要素として用意されている。

### 戦闘
戦闘のスピードは大きく分けて、リアリティを重視しスピードを落とした『ACV』系と、スピード感を重視し高速戦闘にした『AC4』系に大別される。ここからにゲームバランスを加味して調整されている。
戦闘中にAPが回復しないため攻撃を回避することが重要であり、集中力を維持することが求められている。『AC6』では回復手段を導入したが、回数制限があるため使用のタイミングを見極める戦略性が追加された。
戦闘はAC以上の性能を持つ巨大兵器などと戦う「ボス戦」が注目されているが、爽快感が得られるようにACより性能が劣る汎用兵器の大群を薙ぎ払う「殲滅戦」となるミッションも加えバランスを取っている。最初に「殲滅戦」を行い、最後に巨大兵器との「ボス戦」となるミッションもある。

### ミッション
斡旋業者から提示されたミッションは単に敵を倒すだけではなく、依頼主の要求に合わせた条件が付けられている。概要は依頼文や斡旋業者からの情報で大まかに掴めるが、依頼内容との齟齬もあり、敵の増援や他の傭兵による妨害、依頼自体がプレイヤーをおびき寄せる罠ということもある。ミッションは指定条件をクリアすると成功、護衛対象が破壊されるなど指定条件をクリアできない場合や自機のAPが0(行動不能)になると失敗となる。一部のミッションでは、失敗すると即座にゲームオーバーとなる場合もある。
ミッション中にはオペレーターからアドバイスや指示が行われ、プレイヤーはこれをヒントにミッションを進める。
ミッション終了後に収入と経費が精算される。経費は機体の修理費はもとより、使用した弾丸の代金も請求される。経費が報酬を上回るとミッションが成功しても赤字となってしまう。弾薬費の安価な銃器や発生しないENを消費する武器の他、格闘武器も存在し、これらを使い分けることで節約する事が出来る。特に格闘武器は射程が短いものの、基本的に使用回数は無制限で費用がかからないことが特徴となっている。

### AI
『AC』シリーズではNPCが複雑な地形の三次元空間を高速で移動しながらプレイヤーを捕捉する必要があるため、これらに対応した高度なゲームAIの開発を自社で行っている。シリーズ初期には障害物に引っかかることも多かったが、シリーズが進むにつれてより自然な動きをする様になっている。

### データコンバート機能
『AC』シリーズでは作成したセーブデータを次作に引き継げるという特徴がある。これはユーザー側、開発側双方にメリットがあり、ユーザー側は組み立てた機体や作成したエンブレム等を次作に持ち込むことで、無駄なアセンブルの時間削減によってプレイする時間を確保することが可能になり、開発側も次作製作時に同じ開発環境でゲームを開発することが可能で、開発期間や納期の短縮により開発コストを削減することが可能である。
欠点は、対応機種の移行時や世界観が一新された作品が発売された時にデータを引き継げないこと、他機種間同士でのデータコンバートが不可能であることだが、同じ機種で発売された作品ではエンブレム等に限定されるがデータの引き継ぎは可能となっている。

### 他作品との関連・比較
フロム・ソフトウェアは本作の開発以前、大型汎用機向け業務アプリケーションを手がけていた頃に、パソコン向けとして『迷宮状の地下空間でロボットを操作する3Dアクションゲーム』を開発していたことがある。これは『AC1』の設定と酷似しているが、この時点では3Dグラフィックの表示や記憶媒体の容量など、ハードウェアの制約により実用に耐えるシステムを作ることが出来ず断念したという経緯がある。しかし、地下迷宮の探検というコンセプトはPlayStation登場時に『キングスフィールド』によって実現した。これによって蓄積した3Dゲーム開発のノウハウを生かして制作されたのが『AC』である。
同時期に発売された他の3Dロボットゲームがアクションを重視したシューティング系だったのに対し、『AC』ではカスタマイズした通りの挙動を示すロボットを操縦するシミュレータの要素、施設内部の探索から市街地へのテロ攻撃まで多彩な依頼、以前襲撃した相手から雇用されたり依頼に偽装した騙し討ちを受ける、報酬と必要経費のバランスを考えなければ赤字になるといった傭兵稼業のシミュレーションを両立した作品である。
アーマード・コアのデザインは、河森がメカデザインを手掛けた特撮映画『ガンヘッド』（1989年）に登場するロボット・ガンヘッドのコンセプトを引き継いでいる。河森によれば、本作品の企画はパーツを組み替えるという要素は最初からあったもののヒーロー型ロボットとして企画が進んでいたといい、他社との差別化として機能的なデザインと印象的なキャラクター性を持たせる方向性を重視したところ、必然的にガンヘッドに似ていったといい、結果としてガンヘッドの遺伝子をストレートに受け継いだ作品になったと述べている。
二足歩行兵器を操縦する3Dゲームとしては1995年にアーケードゲームとして電脳戦機バーチャロンがリリースされていたが、ロボットによる1対1の対戦格闘ゲームとして設計されていた。1996年にセガサターンでリリースされたガングリフォンは、機体のカスタマイズ要素はなくストーリーに従って戦う3Dシューティングと位置づけられていた。またパーツ組み替えによってロボットをカスタマイズするというコンセプトは「フロントミッションシリーズ」や『機甲兵団 J-PHOENIX』などがあったものの、ゲームジャンルが異なったりカスタマイズ範囲やパーツ数の制約が厳しく、『AC』と競合するまでに至らなかった。PCゲームでは『メックウォーリアー』や『ヘビーギア』などがあり比較されることもあるが、家庭用ゲーム機への移植が積極的に行われず、競合しないままシリーズが終息している。
ゲーム以外で類似したコンセプトを持つ作品として、1983年放送のアニメ『装甲騎兵ボトムズ』は荒廃した世界観、主人公が二足歩行兵器を操る傭兵、賭の対象となる模擬戦闘(バトリング)などが描かれており、同作に登場したパイルバンカーと同等の武装が『3』で導入された。1992年の漫画『ブレイク・エイジ』では機体の構成を自宅のPCでカスタマイズし、ゲームセンターの大型筐体で戦わせる大規模オンラインゲームが描かれている。この作品の小説化は、『アーマード・コア』の小説も手がけた篠崎砂美が行っており、篠崎は自作ロボットを戦わせるコンピュータゲーム『マッチメーカー』を製作している。
フロム・ソフトウェアは複数のロボットゲームをリリースしているが、いずれも『AC』シリーズとの差別化が図られている。2004年に発売した『METAL WOLF CHAOS』は、シンプルな操作体系、ハリウッド映画風のストーリーやキャラクター、リアリティを無視した荒唐無稽な武装と弾薬量という『AC』シリーズと対照的なゲームデザインが話題となった。2006年に発売された『クロムハウンズ』は戦闘よりも陣取りゲームとしての側面が強く、アーマード・コアのような高速機動が出来ず人型ではない歩行兵器、レーダーやロックオンが使用できず目視による照準のみ、オンラインでボイスチャットを併用するチーム戦が主軸など、よりコアなユーザー向けとなっている。

## 演出

### オープニング
オープニングはグラフィックス部門のムービー制作チームが担当している。
『AC1』と『PP』は機体をアセンブルするシーンでパーツごとに異なるパラメータが表示される、肩のキャノンは発射する前に構え動作を行うなど、ゲームシステムの解説的内容だったが、『MOA』から制作環境が3ds Maxに変更されたことで画質が向上し、世界観や新たに追加された機能(オーバードブーストなど)を使用するシーンが描かれており、オープニング単体でも話題が集まっている。
オープニングに登場するACは重量過多で出撃できなかったり、システム上再現できない構成もある。

### 音楽
当初は容量の都合によりBGMが少なく流れないミッションも多かったが、PS2以降は容量が増えたことで星野康太ら音楽チームによる多彩な曲が収録されるようになり、コンポーザーが結成したバンドがライブに出演するなど注目されるようになった。
現在ではサウンドトラックの他、リミックス曲も発売されている。

### 人物描写
著名デザイナーを起用したり複雑な変形ギミックをゲーム中で実現するなどメカニックデザインが大きく注目される一方、登場人物の姿はキーボードを打つ手や曖昧な顔写真など限定され、キャラクターとしての要素は最小限の台詞と設定のみという演出がシリーズを通しての特徴である。これはシリーズ当初CGによる人物描写が困難であったという技術的な制約に由来するもので既に解消されているが、ファンにはこれがゲームの個性として認識されたため人物を画面上に出せなくなったという。主人公に関しても名前を設定することは出来るが、「アーマード・コアを操る傭兵であること」以外にはごく断片的な設定だけが開示され、劇中でも「おまえ」や「レイヴン」といった没個性な呼ばれ方をするのが通例となっている。また名前を設定する必要がない作品もある。例外として『アーマード・コア モバイルオンライン』では顔のグラフィックを選択することが出来た。『AC6』では「脳改造の影響により感情がほぼ無い」という設定を没個性的な主人公の理由付けにしている。
制約によりビジュアル面では個性が表現できなかったが、『AC1』からキャラクターやコンピュータの声には、新世紀エヴァンゲリオンや美少女戦士セーラームーンへの出演で注目されていた三石琴乃や、デビューしたばかりでこれがゲームでの初仕事となった田村ゆかりなど、有名・新人問わず様々な声優が起用されている。

## シリーズ一覧
| 1997 | アーマード・コア                                         |
| 1997 | アーマード・コア プロジェクトファンタズマ                |
| 1998 |                                                          |
| 1999 | アーマード・コア マスターオブアリーナ                    |
| 2000 | アーマード・コア2                                        |
| 2001 | アーマード・コア2 アナザーエイジ                         |
| 2002 | アーマード・コア3                                        |
| 2003 | アーマード・コア3 サイレントライン                       |
| 2004 | アーマード・コア ネクサス                                |
| 2004 | アーマード・コア モバイルミッション                      |
| 2004 | アーマード・コア ナインブレイカー                        |
| 2004 | アーマード・コア フォーミュラフロント                    |
| 2005 | アーマード・コア ラストレイヴン                          |
| 2005 | アーマード・コア モバイル2                               |
| 2005 | アーマード・コア モバイルオンライン                      |
| 2005 | アーマード・コア フォーミュラフロント インターナショナル |
| 2006 | アーマード・コア4                                        |
| 2007 | アーマード・コア モバイル3                               |
| 2008 | アーマード・コア モバイル4                               |
| 2008 | アーマード・コア フォーアンサー                          |
| 2009 | アーマード・コア3 ポータブル                             |
| 2009 | アーマード・コア3 サイレントライン ポータブル            |
| 2010 | アーマード・コア ラストレイヴン ポータブル               |
| 2011 |                                                          |
| 2012 | アーマード・コアV                                        |
| 2013 | アーマード・コア ヴァーディクトデイ                      |
| 2014 |                                                          |
| 2015 |                                                          |
| 2016 |                                                          |
| 2017 |                                                          |
| 2018 |                                                          |
| 2019 |                                                          |
| 2020 |                                                          |
| 2021 |                                                          |
| 2022 |                                                          |
| 2023 | アーマード・コアVI ファイアーズオブルビコン              |
| 2024 |                                                          |
| 2025 | G-MODEアーカイブス+ ARMORED CORE MOBILE MISSION          |
| 2025 | G-MODEアーカイブス+ ARMORED CORE MOBILE 2                |

| タイトル                                        | 発売日                                    | 対応機種                         | ナンバリングに 基づく系統 | 略称            |
| ----------------------------------------------- | ----------------------------------------- | -------------------------------- | ------------------------- | --------------- |
| ARMORED CORE                                    | 1997年7月10日 2007年7月26日 2025年3月18日 | PS PS3(GA) PS4 / PS5             | 1                         | ACまたはAC1     |
| ARMORED CORE PROJECT PHANTASMA                  | 1997年12月4日 2007年9月27日 2025年3月18日 | PS PS3(GA) PS4 / PS5             | 1                         | ACPP            |
| ARMORED CORE MASTER OF ARENA                    | 1999年2月4日 2007年11月28日 2025年3月18日 | PS PS3(GA) PS4 / PS5             | 1                         | ACMAまたはACMoA |
| ARMORED CORE 2                                  | 2000年8月3日                              | PS2                              | 2                         | AC2             |
| ARMORED CORE 2 ANOTHER AGE                      | 2001年4月12日                             | PS2                              | 2                         | AC2AA           |
| ARMORED CORE 3                                  | 2002年4月4日                              | PS2                              | 3                         | AC3             |
| ARMORED CORE 3 SILENT LINE                      | 2003年1月13日                             | PS2                              | 3                         | AC3SL           |
| ARMORED CORE NEXUS                              | 2004年3月18日                             | PS2                              | N                         | ACNまたはACNX   |
| ARMORED CORE NINE BREAKER                       | 2004年10月28日                            | PS2                              | N                         | ACNB            |
| ARMORED CORE FORMULA FRONT                      | 2004年12月14日 2005年3月3日               | PSP PS2                          | N                         | ACFF            |
| ARMORED CORE LAST RAVEN                         | 2005年8月4日                              | PS2                              | N                         | ACLR            |
| ARMORED CORE FORMULA FRONT International        | 2005年11月17日                            | PSP                              | N                         | ACFF            |
| ARMORED CORE 4                                  | 2006年12月21日 2007年3月22日              | PS3 X360                         | 4                         | AC4             |
| ARMORED CORE for Answer                         | 2008年3月19日                             | PS3 / X360                       | 4                         | ACfA            |
| ARMORED CORE 3 Portable                         | 2009年7月30日                             | PSP                              | Portable                  | AC3P            |
| ARMORED CORE SILENT LINE Portable               | 2009年11月19日                            | PSP                              | Portable                  | ACSLP           |
| ARMORED CORE LAST RAVEN Portable                | 2010年3月4日                              | PSP                              | Portable                  | ACLRP           |
| ARMORED CORE V                                  | 2012年1月26日                             | PS3 / X360                       | 5                         | ACV             |
| ARMORED CORE VERDICT DAY                        | 2013年9月26日                             | PS3 / X360                       | 5                         | ACVD            |
| ARMORED CORE VI FIRES OF RUBICON                | 2023年8月25日                             | PS4 / PS5 / XOne / XSX/S / Steam | 6                         | ACVIまたはAC6   |
| モバイルゲーム                                  |                                           |                                  |                           |                 |
| ARMORED CORE MOBILE MISSION                     | 2004年5月13日                             | i-mode / EZ(BREW 3.1) / S!       | Mobile                    | ACMM            |
| ARMORED CORE MOBILE 2                           | 2005年10月27日                            | i-mode / EZ(BREW 3.1) / S!       | Mobile                    | ACM2            |
| ARMORED CORE::MOBILE ONLINE                     | 2005年11月7日                             | i-mode                           | Mobile                    | ACMO            |
| ARMORED CORE::MOBILE ONLINE Cyber Arena         | 2006年8月31日                             | i-mode                           | Mobile                    | ACMOCA          |
| ARMORED CORE MOBILE 3                           | 2007年1月25日                             | i-mode / EZ(BREW 3.1) / S!       | Mobile                    | ACM3            |
| ARMORED CORE MOBILE 4                           | 2008年2月28日                             | EZ(BREW 4.0) / S!                | Mobile                    | ACM4            |
| 復刻ゲーム                                      |                                           |                                  |                           |                 |
| G-MODEアーカイブス+ ARMORED CORE MOBILE MISSION | 2025年4月16日 2025年4月30日               | Switch Steam                     |                           |                 |
| G-MODEアーカイブス+ ARMORED CORE MOBILE 2       | 2025年6月19日                             | Switch / Steam                   |                           |                 |

## 各作品間の関連性
世界観は「国家による支配体制が崩壊した未来」「主人公はアーマード・コアを操る傭兵」を基本としている。
『AC1』から『AC2AA』までは同じ世界観での物語であるため、企業の設定や地名などに共通する点が多数見られる。『AC3』から世界観を刷新し、『ACLR』(『FF』を含む)まではそれまでとは別の世界でストーリーが展開されている。また『AC4』、『ACV』、『ACVI』では再度世界観が改められており、『AC1』から『AC2AA』、『AC3』から『ACLR』、『AC4』から『ACfA』、『ACV』から『ACVD』、『ACVI』の5つに括ることができる。これら5つそれぞれの世界観は共有されてはいないが、『ACfA』と『ACV』の関連性が『ACVD』の公式設定資料集と連動ウェブサイトACVD-LINK内のノベルコンテンツで示唆されている。『ACVI』は過去作との繋がりが無い完全新作として制作された。
『AC1』等に登場したAC"ナインボール"が『ACNB』中で登場しているが、本編中でも再現機と言われている。フロム・ソフトウェアの監修のもと、模型雑誌「電撃ホビーマガジン」で連載されている『AC4』の外伝小説には『AC3』から『ACLR』のパーツが登場しているが、これは模型を利用したジオラマ作成のためであり、作中ではレイヴンが使うハイエンドACであると説明されている。
ほぼ全シリーズを通して登場するパーツに"カラサワ"と"ムーンライト"がある。前者は強力だが重量のあるレーザーライフル(初代『AC』および『PP』においてはプラズマライフル、『MOA』から『SL』まではレーザーライフル、『NX』から『LR』はハイレーザーライフル)であり、名称は初代『AC』および『ACPP』のプロデューサーである唐澤靖宜に由来する。尚、ACNX以降は頭文字をとった「KRSW」に代わり、その後、AC4以降は「カノープス」となった。後者は青い刀身と高い威力が特徴のレーザーブレードであり、フロム・ソフトウェア製ゲーム『キングスフィールド』中に登場する聖剣の名を冠しており、同名の装備は『METAL WOLF CHAOS』等、他のフロム・ソフトウェア作品にも登場する。

### キーワード
主にシリーズ作品に共通して登場する用語の解説。
アーマード・コア (AC)
各部位・武器を換装可能な人型の戦闘メカ。作中では、AC6を例外として他の兵器を圧倒する存在として位置づけられている。作中では『AC(エーシー)』と略されることも多い。
レイヴン
ACを使って任務を遂行する傭兵の呼称。この用語が使われているのは『AC1』から『AC4』まで。ただし、『AC4』におけるレイヴンは旧式のACである「ノーマル」に乗る傭兵を指し、新型のACである「ネクスト」に乗る傭兵はリンクスと呼ばれる。『ACV』と『ACVD』では単に傭兵と表現され、特別な呼称は用いられていない。『ACVI』では個人の傭兵の名前であり、それを主人公が拝借しており、企業や組織に与していないのは独立傭兵と表現されている。
かつては優勝すると「レイヴンの認定証」がもらえるフロム・ソフトウェアの公認大会があった。AC部の安達亨も認定証を有している。
イレギュラー
作品世界の秩序を乱すと管理者から認定された存在。シリーズでは主人公（プレイヤー）認定され、抹殺のため『ナインボール』のような存在が送り込まれ、ラスボスとして立ちふさがるという展開が多い。
公認大会で9回優勝し参加自粛を求められた人物は「公認イレギュラー」と呼ばれた。
企業
単に経済活動の主体というだけでなく、国家なき本シリーズの世界における統治機構・支配者といった位置づけの組織を総じて企業と呼ぶ。
大破壊
主に地上の環境が、何らかの天災や戦争によって地球規模で居住不能になった過去の出来事を先中では大破壊と表現される。『AC4』以降は用語として登場しなくなったものの、それに相当する現象が散見される（『4』シリーズにおけるコジマ汚染、『VI』の「ルビコンの火」など）。
管理者
作中世界のパワーバランスを制御し、それによって人類を管理する存在。ほとんどの場合、強大な力を持つ人工知能（AI）が管理者となっている。多くの作品ではラスボスないし黒幕のポジションを務めるが、『4』シリーズのように登場しない作品もある。
旧世代（旧時代）
大破壊以前の時代の文明、あるいはその時代にあったテクノロジーを指す。
アリーナ
AC同士による一対一の戦闘。作中では興行として位置づけられている。
強化人間
ACの操縦者の肉体を科学技術によって後天的に強化し、操縦時の負荷に対する耐性を高め、また通常の人間では不可能な反射神経の速さなどを実現する技術。『4』及び『V』シリーズには登場しない。
地下都市
大破壊によって崩壊した世界で人類が生き延びるために作った地下の居住空間。

### 年表
AC1からAC2AA
紀年法は地球暦(E.D.)を採用している。
| 年      | 出来事 |
| ------- | --- |
| ED70年  | 世界規模での人口増加に対応するために大規模な地下都市の建造が開始される。 |
| ED88年  | クローム社創立。 |
| ED96年  | 火星テラフォーミング第一次計画実行。無人の人工知能ロボットを搭載した船団が火星に送りこまれる。 |
| ED106年 | 大破壊。核兵器を上回る大量破壊兵器の投入により、既存の地球環境と人類社会は壊滅的打撃を受ける。残された人類は地下へと生活の場を移す事を余儀なくされた。 |
| ED107年 | アイザックシティ他、複数の地下複合都市(ビーハイブ)を基盤にして、人類の生活の場としての地下社会が成立し始める。これには企業が中心的役割を果たした。 |
| ED110年 | 都市環境の一応の安定に伴い、各都市間での交流が活発化する。各都市の代表的企業により、企業体連合が形成される。クロームが台頭するまではこの企業体連合が社会管理機構として機能していた。 |
| ED115年 | 企業体連合により、“百年計画”が提唱される。これは地下社会全域の包括的開発・運営を目的としたものであり、計画名はその実現に100年を要するとされたことに由来する。しかし、計画の進行による都市機能は拡大と同時に、経済的な対立も激化する。 |
| ED120年 | 高い技術力を持ちながらも資金力に欠ける複数の企業が合併し、ムラクモ・ミレニアム社が設立される。 |
| ED130年 | 地下世界の企業勢力が実質的にクロームとムラクモ・ミレニアムの二社に統合される。この時点で、それまで百年計画を主導してきた企業体連合は実質的に消滅している。 |
| ED156年 | アンバークラウン事件。ウェンズデイ機関と呼ばれる謎の組織が、サイバネティクス技術を応用した兵器開発計画(ファンタズマ計画)を極秘裏に遂行するが、あるレイヴンに未然に防がれる。『PP』はこのアンバークラウン事件を描いている。 |
| ED158年 | 大深度戦争勃発。アイザックシティにおけるクロームとムラクモの対立が激化し、両企業が共に壊滅する。同時期にレイヴンズ・ネストも機能を停止。これによって統制を失った小企業間での抗争が激化・拡大し、30年に渡って地下社会全体を巻き込む大戦争となる。初代『AC』および『MOA』の時代はこの直前に当たる。 |
| ED186年 | 大深度戦争終結。疲弊した地下世界から、回復しつつあった地上への回帰が始まる。なお、30年で終結したことから、この戦争は30年戦争とも呼ばれる。セプテムをはじめとするクローム系の企業が合併し、エムロード社が創立する。ライドックスをはじめとするムラクモ系の企業が合併し、ジオ・マトリクス社が創立する。 |
| ED187年 | 地下世界停戦委員会結成。企業や組織、レイヴンの生き残りからなる委員会は大深度戦争の停戦処理に当たり、停戦条約と共に戦争条約であるアイザック条約を締結する。コンコード社創立。 |
| ED188年 | 停戦処理と同時に解散する予定だった委員会はその後も存続し、地下世界の復興に主導的役割を果たす。同時に各組織の兵力の統合も行う。バレーナ社創立。 |
| ED190年 | 停戦委員会を母体として、地球政府が設立される。政府は地上への復帰を目指し、地上環境の調査を開始する。 |
| ED191年 | 部分的ではあるが、地上環境が居住可能なレベルにまで回復していることが確認される。これにより、地上への移住が推進される。 |
| ED196年 | ジオ・マトリクス、旧ムラクモ・ミレニアムのデータから大破壊以前に行われていた火星テラフォーミング計画を発見。独自に調査を進めた結果、火星が既に人の住める星となっていることが確認される。大深度戦争終結後、複数存在していたアリーナ運営企業がコンコードに一元化される。 |
| ED199年 | 火星への移住が始まる。これは地上移住の優先権争いを発端とするテロの矛先をかわすためでもあったが、当初は住環境や食料環境整備のため、労働者が移住者の大半を占めた。この作業はジオマトリクス主導で行われた。 |
| ED210年 | 政府、火星における統治機関としてLCCを設立する。 |
| ED223年 | 『AC2』はこの時代の物語である。総人口の3割が火星在住者となり、火星社会が形成される。これに伴い企業間抗争が激化し、ジオ・マトリクス、エムロード、バレーナ、LCCの四つ巴の争いとなる。企業間抗争はLCCの投入した特殊部隊“フライトナーズ”の活躍により鎮圧されるが、その直後にフライトナーズが武装蜂起を起こし、LCC自体が機能停止に追い込まれる。反乱自体はレオス・クラインを始めとする同部隊の中枢メンバーが全員死亡したため鎮圧された。しかし、その過程で衛星フォボスが火星に落着するなど、火星社会は甚大な打撃を受けた。 |
| ED228年 | 『AC2AA』がこの時代に当たる。先述の火星におけるクーデターに危機感を抱いた政府は軍事力を増強する。これに反発する各企業も独自に戦力を拡大し、インディーズを始めとする武装勢力が台頭することとなる。 |
| ED230年 | 火星においてはクーデターの傷跡は癒えている。ただし、ゲームとしてはこの時代は描かれていない。 |

AC3からACLR
こちらも地球暦という紀年法を用いているが、その略称がEDであるか否かは不明である(以下はエクストラガレージの時系列に則ったもの)。
| 年                  | 出来事 |
| ------------------- | --- |
| 数百年前            | 後に大破壊と呼ばれる、大規模な戦争または災害(どちらかは明かされていない)が発生。人類はこれを予期して建造していた地下都市レイヤードへ移住、レイヤード暦が始まった。この暦法は地下都市を管理するコンピュータ、管理者によって定められる独自のもので、流動性を持っていた。『SL』に登場するサイレントラインや衛星砲、『LR』のインターネサインや特攻兵器等の旧世代兵器はこの時点で完成していたと言われる。 |
| 大破壊から約200年後 | ミラージュ社創立。クレスト・インダストリアルおよびキサラギの創立時期は不明。 |
| 地球暦0年           | 管理者が地上環境の回復を確認し、人類の地上への回帰の日に備え、1日、1年の長さを地上のそれに合わせる。同時にレイヤード暦から地球暦へと改名する。 |
| 153年               | 汎用作業機械として最初のMT試作機XMT-01が開発される。開発にはクレスト、ミラージュ両社が中心となって設けた専用の研究機関が行った。 |
| 156年               | 最初の本格的汎用作業機械であるMT-01Kがロールアウト。 |
| 166年               | コアシステム構想により、MTの開発に、強力なジェネレータを内装したシャーシたる胴部の各部に設けられたターレットポイントを介して様々なアタッチメントを搭載できる規格(コアシステム)が採用される。この規格統一されたMTは汎用性の高さから兵器に転用され、コアシステムを内包し、完全武装化されたMTをアーマード・コアと呼称するようになる。 |
| 172年               | レイヤード内セクション20〜25における環境制御システムが故障。水質の悪化と空気汚染、幾つかの爆発事故と火事により多くの市民が犠牲になる。セクション22に活動拠点を築いていたクレストは、この事故で大打撃を受けたが、被災者の移住事業を優先したことにより市民からの信頼を得る。 |
| 186年               | 管理者が隠していた地上環境回復の情報が一般へ流出し、地上回帰を目指す組織「ユニオン」が誕生。管理者の直属部隊とユニオンは企業を巻き込んで衝突を繰り返す。 |
| 187年               | 管理者の武力行使が無差別化し、ユニオンは管理者が狂っていると判断。『AC3』の主人公であるレイヴンに管理者の破壊を依頼する。ユニオンの依頼を受けたレイヴンにより管理者が破壊され、同時に地上へのゲートが開かれる。 |
| 188年               | 複数の企業により地上開発を目的とした「Brigade Project」が提唱される。 |
| 194年               | プロジェクト進行中、地上の調査を行っていた一部隊が全滅する。以降の調査で、侵入すると衛星砲による砲撃と、無人兵器に襲われる地域が発見される。これ以降その地域は 「サイレントライン」と呼ばれるようになる。 |
| 203年               | AC3SLの時代がここに当たる。レイヤード周辺から始めた地上の調査は最終段階を迎え、残るはサイレントラインのみとなる。同時期にAI研究所の技術が各企業へ浸透する。 |
| 204年               | サイレントライン中央へレイヴンが派遣され、そこに存在した“もう1つのレイヤード”跡に存在したAIを破壊。それによりAI機体の暴走が収まる。 |
| 225年               | ナービス社創立。 |
| 259年               | ナービス領にて新資源発掘。豊富な資源を背景に ナービス社は急成長を遂げる。なお、204年〜259年の間にグローバルコーテックスの消滅、レイヴンズアークの創立、各企業のロゴとACパーツ型番の変更が為されたが、それぞれの具体的な時期は不明である。 |
| 260年               | ミラージュがナービス領へ新資源調査を強行し、軍事侵攻を始める。『ACNX』のストーリーはここから始まる。 |
| 261年               | ミラージュの侵攻によりナービス社が壊滅。しかしその後、大量の特攻兵器が突如世界中の都市を襲う。これにより社会全体が大打撃を受けた他、多くのレイヴンが命を落とした。この顛末は『NX』のエンディングにて描かれている。疲弊した三大企業は“アライアンス”として統合する事によって自らの権益確保を図り、同時に社会統治機構として機能し始める。これに対し、消息を絶っていたジャック・Oがアライアンス打倒とレイヴンによる新たなる秩序の創出を目的とする武装組織“バーテックス”を率いて蜂起。自らの本拠地を明かすと共にアライアンスへの襲撃を予告した。『ACLR』のストーリーはこの襲撃時刻の24時間前から始まる。 |

## メディアミックス

### 小説
アーマード・コア ザ・フェイク・イリュージョンズ
ファミ通文庫から刊行された、篠崎砂美による『AC』の公式小説。イラストは松田大秀による。初代『AC』のエンディングから1年後の世界を描いており、主人公を含めた複数のキャラクターが『MOA』のアリーナに登録されているため、ゲームで実際に対戦することも可能。廃版のため、現在では入手が極めて困難となっている。これは後述する小説版『MOA』も同様。
アーマード・コア マスターオブアリーナ
『ザ・フェイク・イリュージョンズ』と同じくファミ通文庫から刊行された、篠崎砂美による『MOA』の公式ノベライズ。前作同様イラストは松田大秀による。詳細は『MOA』の項目を参照。基本的なストーリーはゲーム版『MOA』を踏襲しているが、小説版のみのオリジナルキャラクターも登場する。本作の冒頭にはゲームのプロローグでも表示される『レイヴンになりたいのか? (Wanna be a raven?)』という問い掛けがあるが、「raven」のスペルが誤植により「laven」になっている。現在廃版。
AC4アナザーストーリー
2007年1月現在、『AC4』の発売に合わせて、その本編とは異なるアナザーストーリーがいくつかの媒体で掲載されている。タイトルおよび掲載メディアは以下の通り(『Vol.3』はブログ形式を取っているが、形式としては小説に近いのでこちらに含める)。
- 『ARMORED CORE Retribution』(電撃ホビーマガジン)
- アナザーストーリーVol.1 『海上空港奪還作戦』(アーマード・コア公式ウェブサイトおよび雑誌広告)
- アナザーストーリーVol.2  (店頭フライヤー連載)
- アナザーストーリーVol.3 『リンクスレポート』(アーマード・コア公式ウェブサイト)
- アナザーストーリーVol.4 『熱砂の嵐』(GyaO)

これらの物語はそれぞれ異なる時期を描いてはいるが、基本的に同じ時間軸上のものであり、セーラ・アンジェリック・スメラギのように複数作品に登場するキャラクターもいる。また、このシリーズに登場するリンクスは全員、『AC4』において対戦することが可能であり、『Vol.3』を執筆している(という設定の)ミド・アウリエルというキャラクターは、『AC4』本編にも登場する。なお、Vol.4『熱砂の嵐』は2007年1月15日付で配信を終了した。
ARMORED CORE FORT TOWER SONG
『月刊ドラゴンマガジン』(富士見書房)2月号から7月号まで、小説版『MOA』以来となる公式小説「ARMORED CORE FORT TOWER SONG」が連載されていた。執筆は制作が計画されていた同名OVAの脚本を受け持っていた和智正喜であり、イラストはえびねが担当していた。世界観は『ACN』から『ACLR』の間であるが、ゲーム中に登場しない固有名詞が多数登場している。
ARMORED CORE BRAVE NEW WORLD
『電撃ホビーマガジン』2008年10月号より連載を開始した公式小説。『初代』から『4』のいずれのシリーズからも独立した世界設定となっている。同誌で開催されたAC模型コンテストの入賞機体が登場する。「電撃ホビーブックス」から単行本が刊行されている。著者は神野淳一。

### 立体化
「B-CLUB」から『初代』シリーズのガレージキット、『2』シリーズ以降は壽屋からフィギュアおよびガレージキットで立体化がなされていたが、2005年末に1/72スケールのインジェクションキット「アーマード・コア V.I.(ヴァリアブル インフィニティ)シリーズ」の発売が開始。ハイエンドCGの質感と精密な細部を再現している他、ゲームと同様に武装やフレームパーツの組み換えが可能になっている。
現在は『3』 - 『4』シリーズのOPムービーに登場した機体やメインキャラクターの愛機を立体化。その他にも武器やフレームパーツのセット販売等、本格的な展開をみせている。発売間隔も2 - 4か月と速くなった。

### OVA
OVA作品『ARMORED CORE FORT TOWER SONG』が制作されていた。これまでのゲーム作品では描かれなかった人間同士のやり取りが描かれる予定。当初は2007年春発売とされていたが、現在ではフロム・ソフトウェアや発売メーカーのアニプレックスの公式サイトには記述も無く、制作会社であるVIEWWORKSの公式サイトもリンク切れの状態になっている。
予定されていた制作スタッフは以下の通り。
- 監督：静野孔文
- 脚本：和智正喜
- キャラデザイン・総作画監督：丸藤広貴
- メカデザイン：石垣純哉
- ゲストメカデザイン：ニトロプラス
- サブメカデザイン：小原渉平
- 音楽：朝倉紀行
- 音響監督：長崎行男
- 撮影監督：前田洋志
- プロデューサー：新崎力也
- アニメーションプロデューサー：長尾聡浩
- 制作：VIEWWORKS / NEST

### 漫画
『月刊ドラゴンエイジ』(富士見書房)2007年2月号から6月号まで、氷樹一世による漫画作品「ARMORED CORE TOWER CITY BLADE」が連載されていた。当初は『FTS』の漫画版とされていたが、別のストーリーが展開されている。ただし、舞台となっている場所は『FTS』と同じ要塞都市"パスカ"である。

## インターネット・ミーム
2013年に『ARMORED CORE VERDICT DAY』がリリースされて以降、『AC』シリーズは新作の供給が途絶えていた期間(『VD』がリリースされた2013年から『Ⅵ』がリリースされた2023年までの約10年間)があり、新作が待ち望まれているのに出ないコンテンツの代名詞的ゲームのひとつとなっていた。
その影響もあり、2016年7月に一Twitterユーザーが、ゲームプレイヤーが別の流行ゲームを遊んだ結果、プレイヤーたちは闘争を求め、その欲求によりアーマード・コアの売り上げが伸び、フロム・ソフトウェアはシリーズ新作を制作することになるという、風が吹けば桶屋が儲かるようなツイートを投稿した。これがシリーズファンのみならず、ネットユーザー間で評判となり、森羅万象は本シリーズ新作の制作につながるという流れを定型文化したものがインターネット・ミームのひとつとなった。なお、このミーム内に含まれる「身体は闘争を求める」というコピーは公式で使用されたものではない。
なお、2022年12月のThe Game Awards 2022で約10年ぶりとなる新作『アーマード・コアVI ファイアーズオブルビコン』が発表された際には「集団幻覚」「エイプリルフール」と話題になった。